# Уильямс, Джон (баскетболист, 1966)
Джон Сэм Уильямс (англ. John Sam Williams; родился 26 октября 1966 года, Лос-Анджелес, штат Калифорния) — американский профессиональный баскетболист.

## Карьера игрока
Играл на позиции лёгкого форварда и тяжёлого форварда. Учился в Университете штата Луизиана, в 1986 году был выбран на драфте НБА под 12-м номером командой «Вашингтон Буллетс», однако играть за неё он стал только в следующем году. Позже выступал за команды «Лос-Анджелес Клипперс», «Индиана Пэйсерс», «Ковиран Гранада», «ТДК Манреса», «Форум Филателико» и «Лукентум Аликанте». Всего в НБА провёл 8 сезонов. В 1984 году стал лучшим баскетболистом среди учащихся старшей школы. Включался в 1-ю сборную новичков НБА (1987). Всего за карьеру в НБА сыграл 435 игр, в которых набрал 4406 очков (в среднем 10,1 за игру), сделал 2201 подбор, 1262 передачи, 566 перехватов и 184 блок-шота.
За широкий обхват груди Уильямс получил прозвище «Hot Plate» («горячая плита, пластина»), чтобы его можно было отличить от Джона «Hot Rod» Уильямса из «Кливленд Кавальерс», который также играл в студенческий баскетбол в штате Луизиана за Тулейнский университет и также начал выступать в НБА с 1986 года.
В качестве новичка лиги Уильямс, выступая за «Вашингтон Буллетс» набирал в среднем за игру по 9,2 очка и 4,7 подбора, в следующем сезоне его показатели значительно улучшились, ну а самым лучшим в его карьере стал третий сезон, когда он набирал в среднем за игру по 13,7 очка и 7,0 подбора, несмотря на то, что постоянно выходил на площадку со скамейки запасных.
Несмотря на свои большие размеры Уильямс был очень квалифицированным баскетболистом, в частности, он был исключительно хорошим распасовщиком, делая по 4 передачи в среднем за игру в трёх отдельных сезонах, что являлось отличным результатом для игрока его комплекции. Его часто использовали в качестве поинтфорварда, для обработки мяча и проведения нарушения правил.
После трёх проведённых сезонов в НБА последовала череда травм, не всегда вызванных его лишним весом, из-за которых один сезон он пропустил полностью, в четырёх сыграл меньше половины игр и лишь один провёл полностью. В 1995 году Уильямс завершил карьеру в НБА, а через два года переехал в Европу, где в течение нескольких лет выступал в чемпионате Испании, но без особого успеха.